# سدني تاميا بوايتير
سدني تاميا بوايتير Sydney Tamiia Poitier (بالإنجليزية: Sydney Tamiia Poitier)‏ ممثلة أمريكية من مواليد 15 نوفمبر 1973.

## روابط خارجية
- سدني تاميا بوايتير على موقع IMDb (الإنجليزية)
- سدني تاميا بوايتير على موقع ميتاكريتيك (الإنجليزية)
- سدني تاميا بوايتير على موقع روتن توميتوز (الإنجليزية)
- سدني تاميا بوايتير على موقع قاعدة بيانات الأفلام العربية
- سدني تاميا بوايتير على موقع ألو سيني (الفرنسية)
- سدني تاميا بوايتير على موقع تيرنر كلاسيك موفيز (الإنجليزية)
- سدني تاميا بوايتير على موقع أول موفي (الإنجليزية)
- سدني تاميا بوايتير على موقع قاعدة بيانات الأفلام السويدية (السويدية)
- سدني تاميا بوايتير على موقع قاعدة بيانات الفيلم (الإنجليزية)
- سدني تاميا بوايتير على موقع كينوبويسك (الروسية)